# Sholden
Sholden is een civil parish in het bestuurlijke gebied Dover, in het Engelse graafschap Kent met 108 inwoners.